# چمچا گورنا

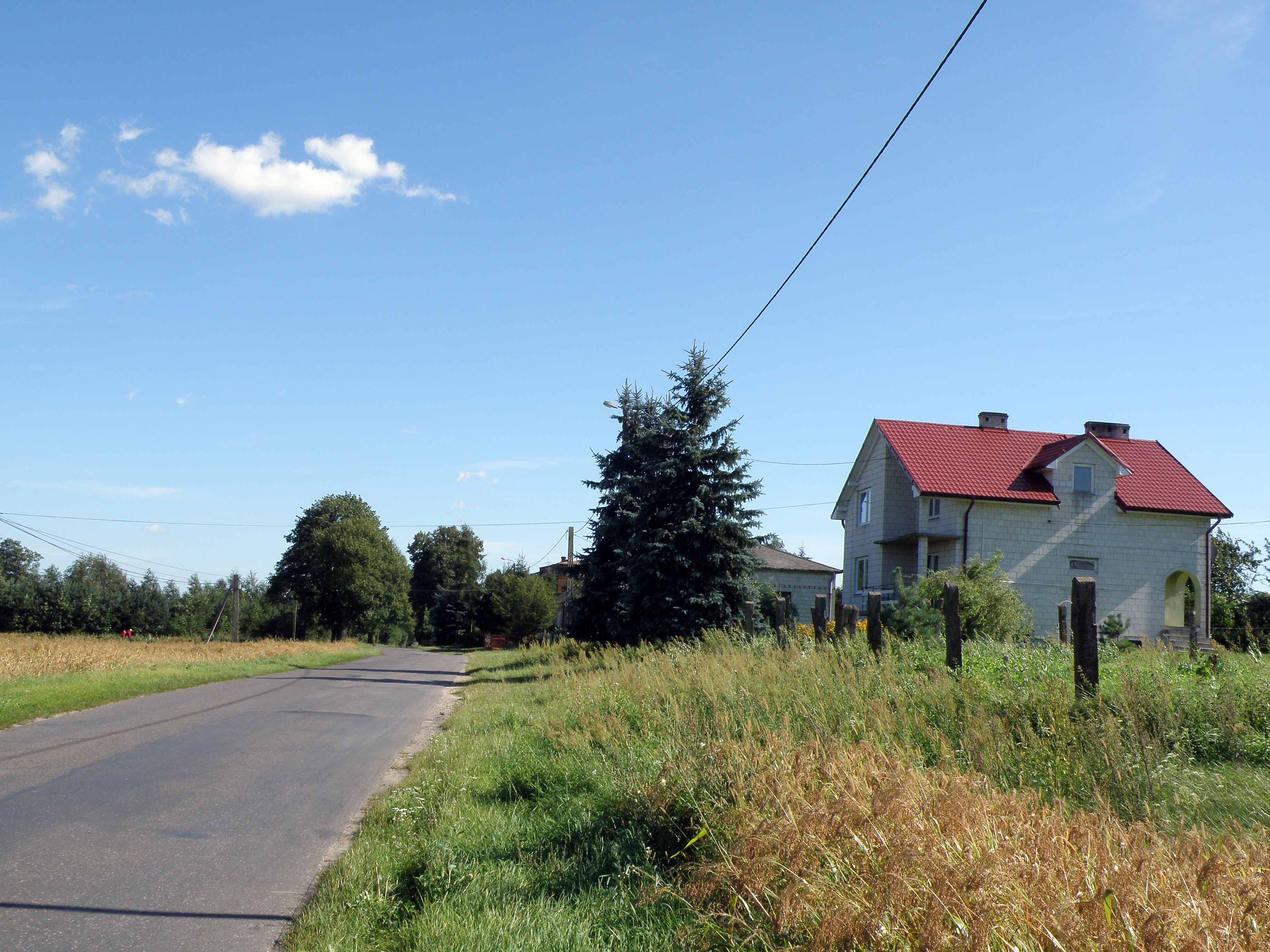
تصویری از روستا

چمچا گورنا (به لاتین: Trzemcha Górna) یک روستای لهستان در لهستان است که در Gmina Sienno واقع شده‌است.